# Cultura dels monticles

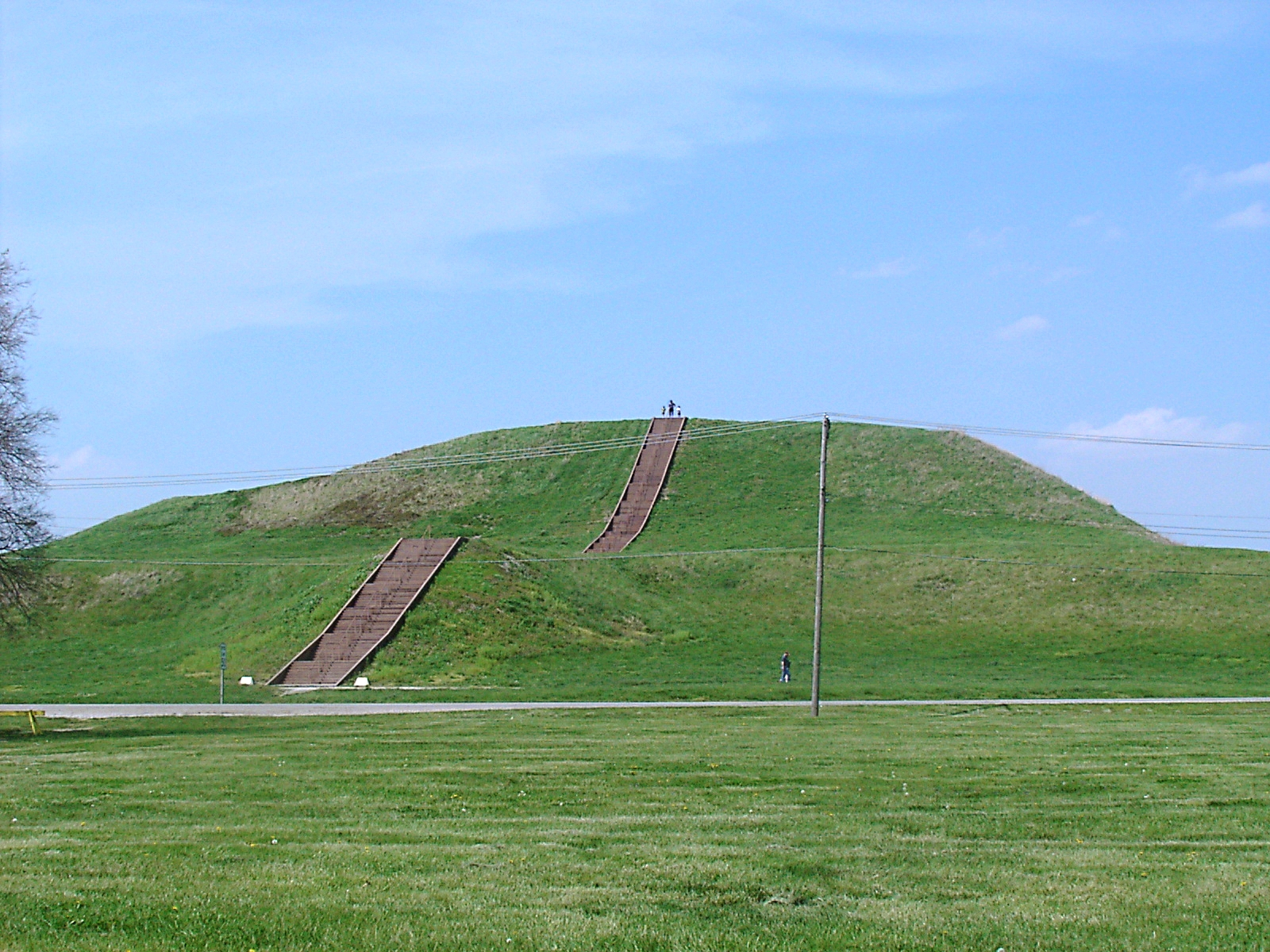
Monticle dels Monjos, a Cahokia (Illinois). És el major monticle precolombí conegut al nord de Mesoamèrica

La cultura dels monticles és una cultura arqueològica precolombina que es desenvolupà al centre sud i sud-est dels actuals Estats Units. S'anomenen constructors de monticles (mound builder) els pertanyents a aquesta cultura, que probablement foren diferents grups ètnics i lingüístics. Les majors concentracions de túmuls es donen a l'estat d'Ohio, on se n'han localitzat més de 10.000. Un dels llocs més representatius de les cultures dels monticles és Cahokia, a la vall del Mississipi.

## Època i geografia
El conjunt de cultures anomenades col·lectivament Mound Builders en anglès, Constructors de monticles, les formaven habitants prehistòrics d'Amèrica del Nord que erigiren diversos estils de monticles amb finalitats cerimonials, residencials o d'enterrament.
Aquestes cultures precolombines es donaren durant el període arcaic, el període silvícola que incloïa les cultures Hopewell i Adena i, finalment, l'època de la cultura del Mississipi, ja als segles i anys previs a l'arribada dels europeus al continent americà. Tot això, en termes cronològics, va des d'aproximadament 3000 ae fins al segle XVI de.
Ocuparen extenses regions des dels Grans Llacs, al llarg del riu Ohio i la conca del riu Mississippí amb els seus afluents. Com un element de comparació, des de la construcció del monticle Watson Brake (ca. 3500 ae) en l'actual estat de Louisiana, possiblement el més antic dels monticles que s'han estudiat, els aborígens d'Amèrica del Nord començaren a aixecar les seues estructures de terra prop de 1.000 anys abans de l'erecció de les piràmides d'Egipte.
Des de finals del s. XIX hi ha consens científic que els monticles foren construïts per pobles indígenes d'Amèrica del Nord, antecedent humà de cultures prèvies i no necessàriament les mateixes, de les tribus amb què es trobaren els invasors europeus. Pot afirmar-se que molts dels habitants d'aquestes regions, a l'arribada dels grups europeus, no tenien coneixement de les civilitzacions anteriors que havien construït els monticles. Ha estat l'estudi i la recerca recents, basats en tècniques arqueològiques, antropològiques i etnogràfiques, allò que ha permés ampliar el coneixement d'aquestes cultures més remotes.

## Cultures i característiques
Els monticles construïts durant aquest llarg període històric tingueren moltes grandàries i formes, i no pertanyen a una sola cultura en concret, sinó que els construïren diferents grups humans i per a diferents funcions. Alguns en tingueren finalitats funeràries, uns altres eren defensius o centres cerimonials. Els més antics són del segon mil·lenni ae i estaven fets de fang i petxines; la data més remota registrada per a aquestes construccions és la de l'anomenat Poverty Point (Louisiana), que data del 1500 ae; per contra, els monticles més tardans es deixaren d'aixecar al mateix temps de l'arribada dels europeus, al s. XVI, i gairebé tots pertanyen a la cultura del Mississipi:
- La cultura Adena: aparegué a la vall del riu Ohio entre el 1000 ae i el 200 ae. Els Adena construïen monticles funeraris, és a dir, túmuls. Les restes s'hi dipositaven en petites cambres mortuòries de fusta, després d'haver deixat els cadàvers a la mercè dels voltors (és el que sol conéixer-se com a enterrament secundari i és propi de nombroses cultures); l'aixovar, el componien figuretes d'animals i altres objectes. També aixecaren el que es coneix com a monticles efígie (Effigy Mounds), és a dir, amb formes concretes. El més famós n'és el Monticle de la Serp, la forma sinuosa del qual, de més de 300 metres de longitud, comença en una espiral i acaba amb un cap en què sembla que va haver-hi un altar.

- La cultura Hopewell (200 ae-500 ae) és successora directa de la cultura Adena, per la qual cosa s'assemblen prou, encara que els seus monticles són més grans i la seua cultura material més avançada i rica. Construeixen enormes túmuls funeraris i monticles efígie en forma d'aus, ossos, persones, etc. Entre els objectes trobats en les inhumacions destaquen les peces de mica, d'obsidiana, ullals d'os i objectes de coure martellejat i repujat. També tenen una rica ceràmica i figuretes de fang.

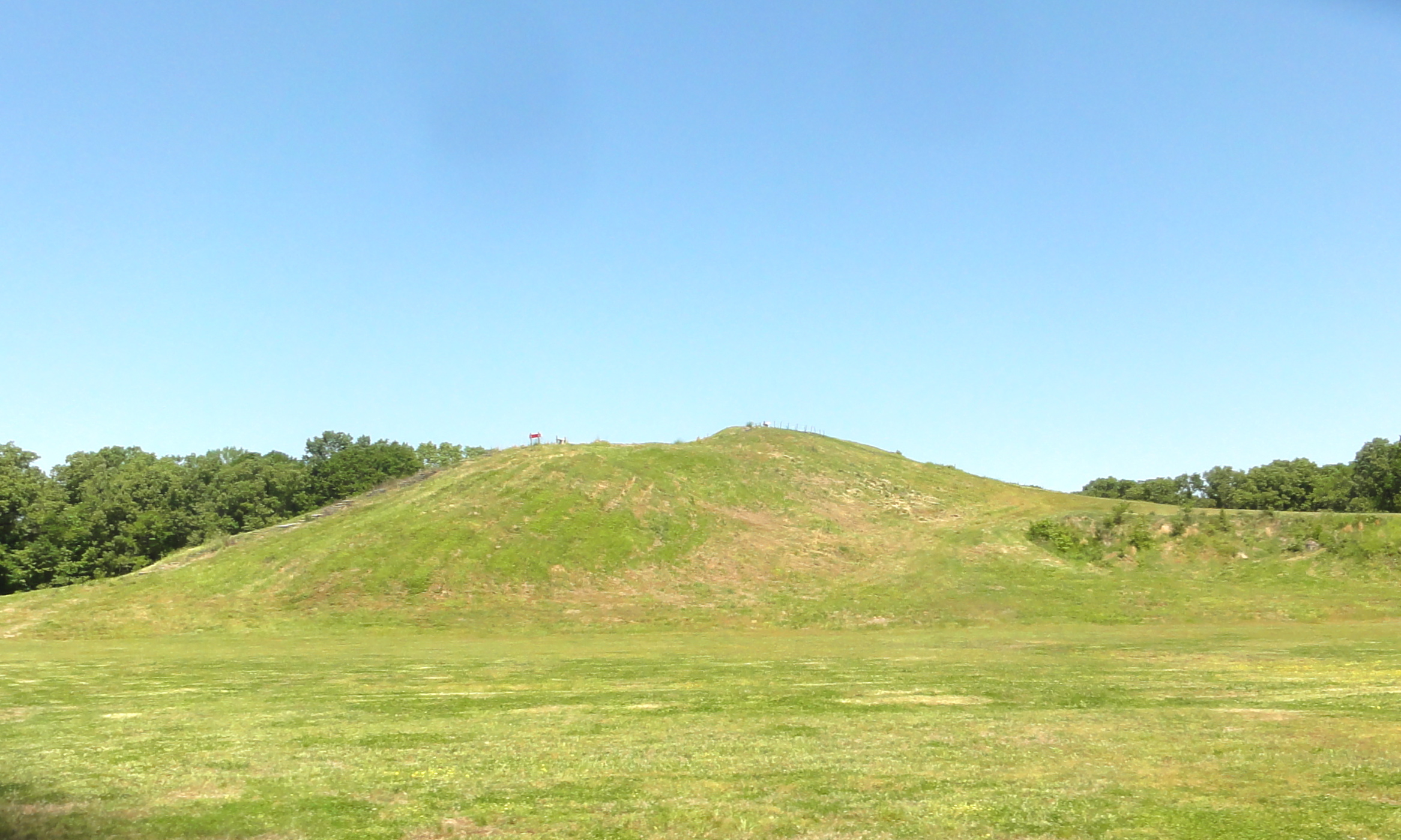
El Monticle Pobre, el de datació més antiga
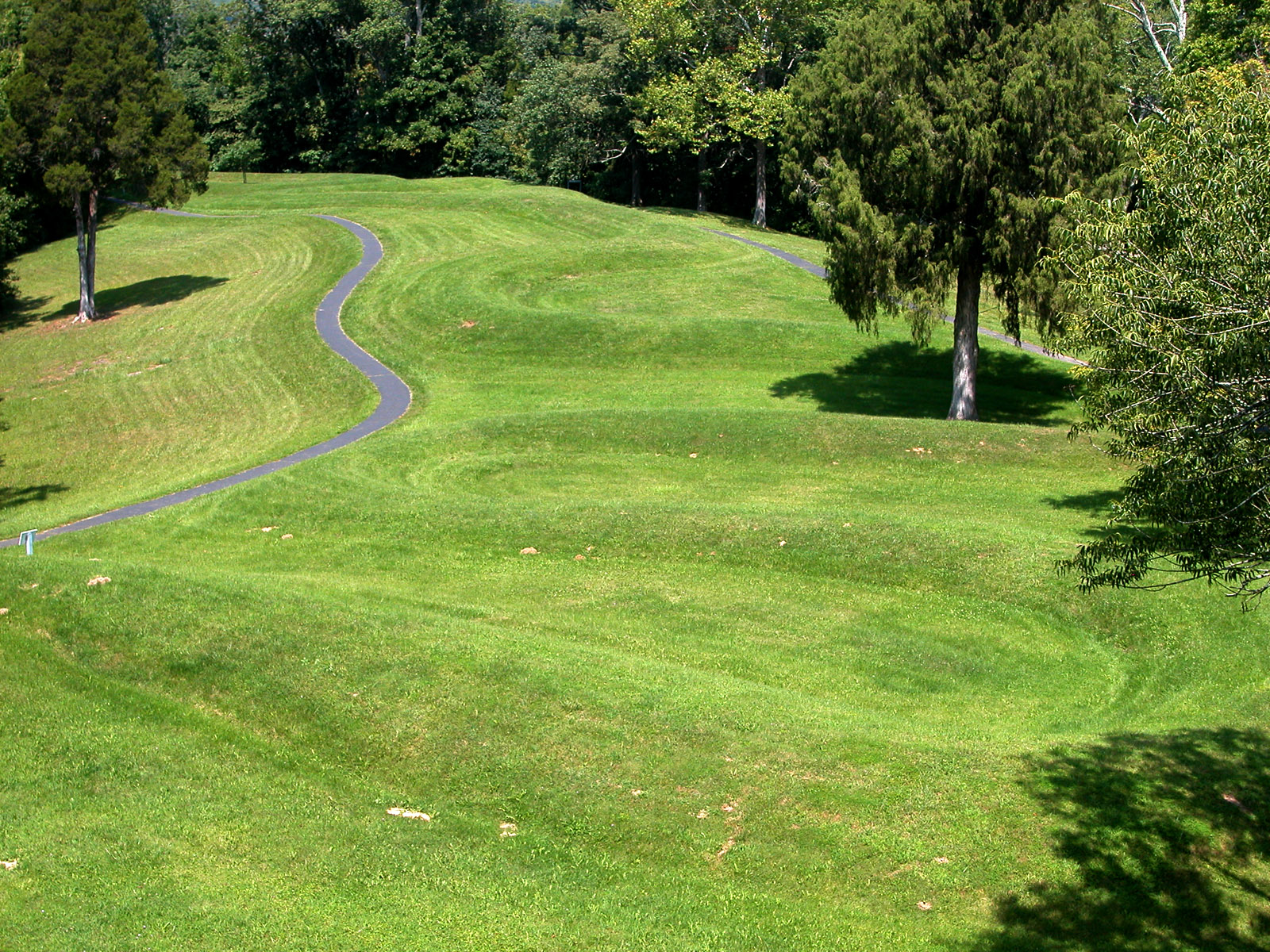
El Monticle de la Serp, símbol de la cultura Adena
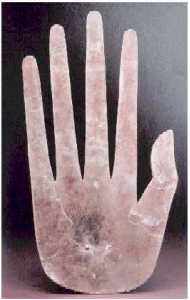
Mà tallada en mica de la cultura Hopewell
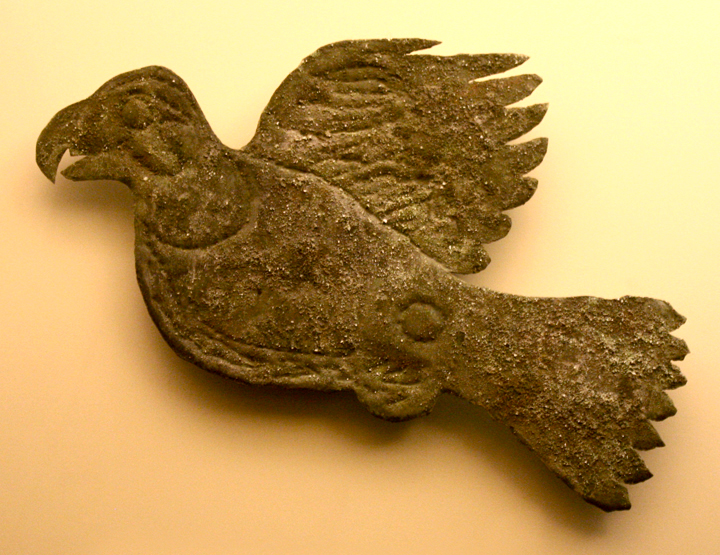
Au rapaç de la cultura Hopewell

- La cultura mississipiana: es va donar entre l'any 500 i el 1500 en un extensíssim territori del sud-est que abastava des de Tennessee fins a Oklahoma, encara que el seu període de màxima esplendor fou durant el s. XIII. De vegades es coneix també com a cultura dels indis Natchez. El seu centre neuràlgic era la ciutat de Cahokia (Collinsville, Illinois), que en si mateixa era una enorme elevació que albergava més de 30.000 persones. Estava fortament protegida i dins hi havia nombrosos monticles anomenats monks. Es tractava, possiblement, de llocs de culte, amb el cim pla, on s'alçà algun temple. Un d'aquests monks era d'enormes dimensions (300 m de llarg per 30 m d'alt) i contenia diversos temples al cim de la terrassa, alguns de gran grandària.

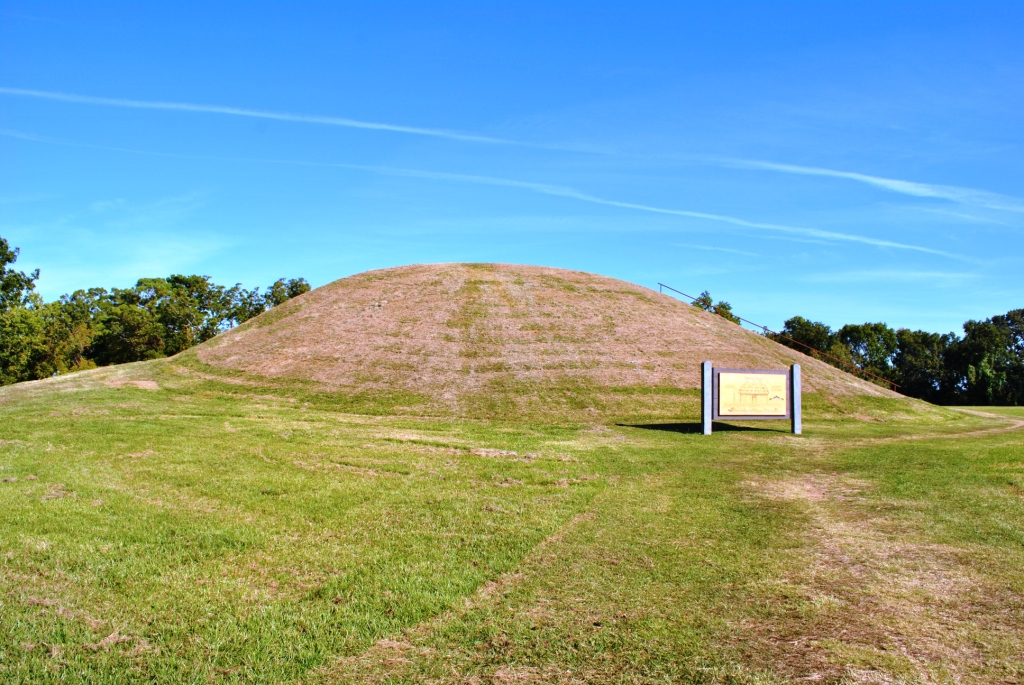
El gran Monticle Esmeralda, de la Cultura de Mississipi
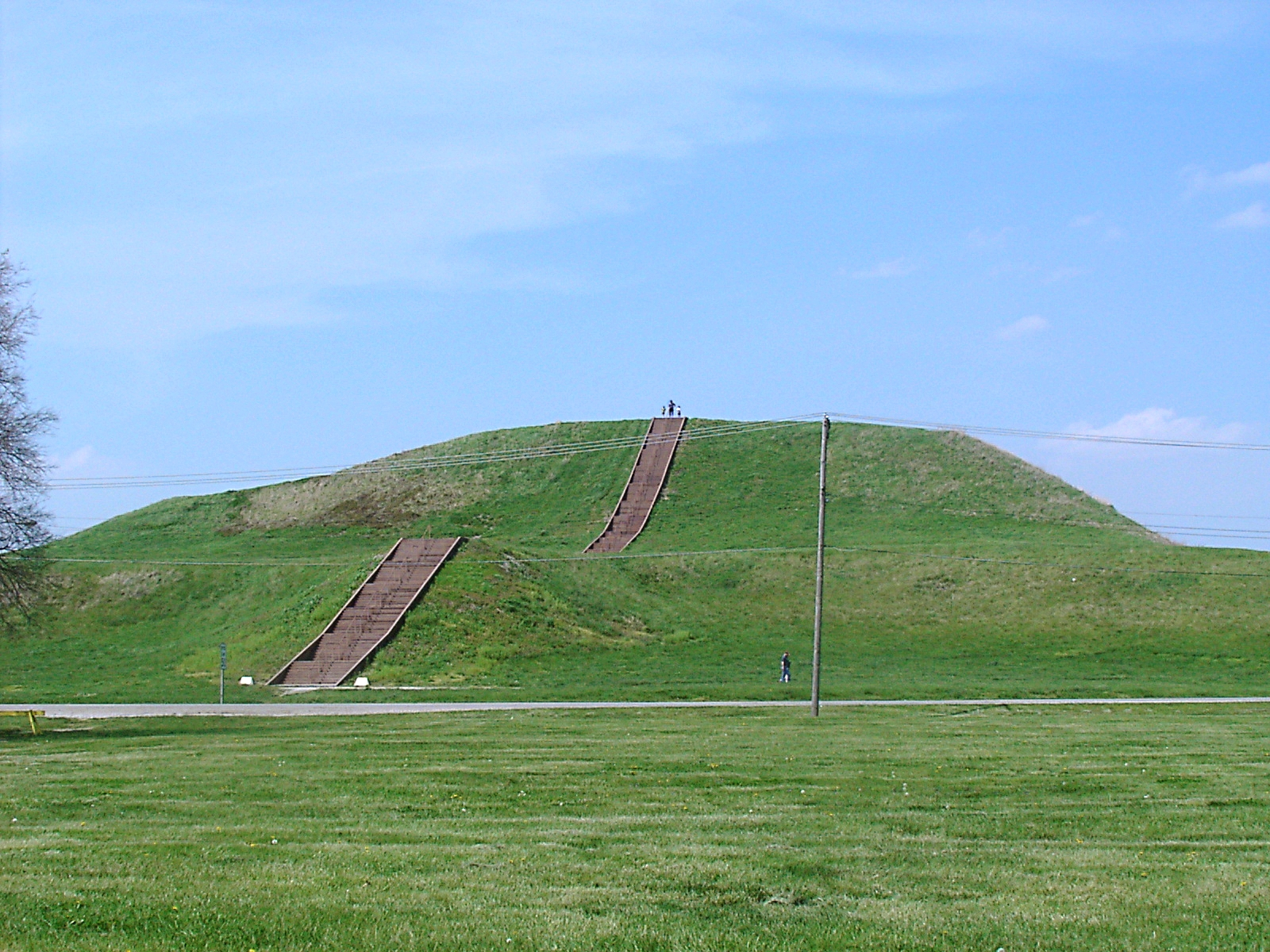
Monticle terrassat: monk, de la Cultura de Mississipi
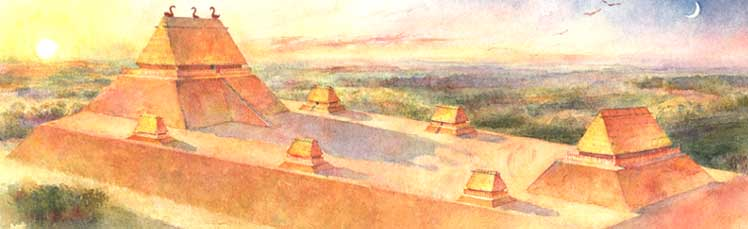
Reconstrucció del major monk de la ciutat de Cahokia
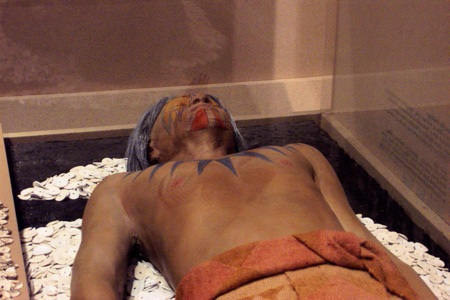
Reconsrucció de la tomba del sacerdot Ocell cahokia